# Yumtaax imbellis
Yumtaax imbellis là một loài bọ cánh cứng trong họ Passalidae. Loài này được Casey miêu tả khoa học năm 1897.